# Yläne
Yläne (/ˈylæne/) là một đô thị của Phần Lan.
Vị trí ở tỉnh của Tây Phần Lan thuộc vùng Tây Nam Phần Lan. Đô thị này có dân số 2.119 (thời điểm ngày 31 tháng 12 năm 2004) và diện tích 364,76 km² trong đó có 21,99 km² là diện tích mặt nước. Mật độ dân số là 6,18 người trên mỗi km².
Dân đô thị này chỉ sử dụng tiếng Phần Lan